# Jakovlev Jak-43
Jakovlev Jak-43 var ett sovjetiskt VTOL-jaktplan projekt designat som den markbaserade versionen av Jakovlev Jak-141 "Freestyle" som inte nådde produktion, Jak-43 nådde dock inte heller produktion. 
Jak-43 skulle ha blivit en tredje generations VTOL-jaktplan för att ersätta Jak-141. 

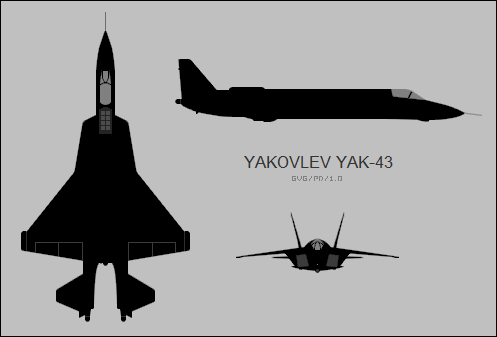
Ritning

## Design
Jakovlev Jak-43 hade en huvudmotor samt två VTOL-motorer, för att kunna lyfta vertikalt. 
Huvudmotorn skulle ha varit baserad på turbofan-motorn Samara NK-321, samma motor som används i Tupolev Tu-160 "Blackjack". Jak-43 hade dubbla stjärtfenor, och liknade Jak-141. 

## Liknande flygplan
- Hawker Siddeley P.1154
- BAE Sea Harrier
- AV-8B Harrier II
- F-35 Lightning II [1]